# Благодать и стойкость
«Благодать и стойкость: духовность и исцеление в истории жизни и смерти Трейи Киллам Уилбер» (англ. Grace and grit: Spirituality and healing in the life and death of Treya Killam Wilber) — автобиографическая книга американского интегрального философа Кена Уилбера, посвящённая истории его пятилетней совместной жизни с Трейей (урождённая Тэрри Киллэм), дочерью техасского фермера, у которой спустя десять дней после свадьбы в ходе рутинного медосмотра был обнаружен рак молочной железы. Книга затрагивает вопросы ухода за онкологическими больными, роли психологии и духовности в процессе лечения рака, а также делится личным опытом Трейи посредством её дневниковых записей. Первое издание на английском языке вышло в 1991 году, на русском языке — в 2008 году.

## Адаптации книги
В 2006 году в интернете была опубликована информация, что планируется экранизация «Благодати и стойкости», и права на это были куплены компанией Дженнифер Энистон. Сведения были подтверждены в блоге Кена Уилбера, где было также сообщено, что, возможно, роль Трейи будет играть сама Энистон, а проект как таковой находится на ранней стадии разработки. Впоследствии было объявлено, что права на кинематографическую адаптацию книги перешли британско-американскому режиссёру Себастьяну Сигелу.
В 2013 году российский драматург Иван Вырыпаев начал работу над театральной постановкой по книге, премьера которой состоялась в ноябре 2013 года в московском театре «Практика».